# Charles Horace Mayo
Charles Horace Mayo (Rochester, 19 luglio 1865 – Chicago, 26 maggio 1939) è stato un medico statunitense, un abile chirurgo e uno dei fondatori della Mayo Clinic.

## Biografia

### L'infanzia
Nato a Rochester, in Minnesota, il 19 luglio 1865, era il secondo figlio di William Worrall Mayo. Charlie, come lo chiamava il fratello Will, era un giovane minuto dai capelli neri e gli occhi castani, più tranquillo del vivace fratello maggiore. Aveva sviluppato un incredibile interesse per gli oggetti meccanici, tanto che a soli quattordici anni fu in grado di riprodurre un telefono partendo dalle sole illustrazioni. Frequentò la scuola alla Rochester Central, ma decisamente non gli piaceva, infatti ogni giorno scappava dall'aula e la madre, dopo averlo trovato, lo riportava a scuola e lo lasciava lì finché non avesse imparato la lezione. Charlie perse l'abitudine di scappare. Durante l'intervallo correva a casa dalla madre per prendere del pane per poi correre di nuovo a scuola, spesso in ritardo, così l'uomo che suonava la campanella gli gridava di affrettarsi e continuava a suonarla finché Charlie non fosse seduto in aula. Era uno dei migliori studenti, ma allo stesso tempo uno dei più terribili infatti l'insegnante sospettava sempre di lui per ogni malefatta. Esattamente come il fratello, Charlie fu introdotto alla chimica e alla fisica dal padre e all'astronomia e alla botanica dalla madre, lesse molti romanzi di Walter Scott, Charles Dickens e James Fenimore Cooper, con il trascorrere degli anni si interessò agli scritti di Charles Darwin, Thomas Henry Huxley e Herbert Spencer. Già da molto giovane Charles assisteva il padre nelle sue visite ai pazienti. Un giorno, quando durante un'operazione l'anestetista svenne, il dr. Mayo prese uno sgabello e vi fece salire su il piccolo Charles per fare in modo che potesse somministrere l'anestetico al paziente. Questa fu la sua prima esperienza in ambito chirurgico.

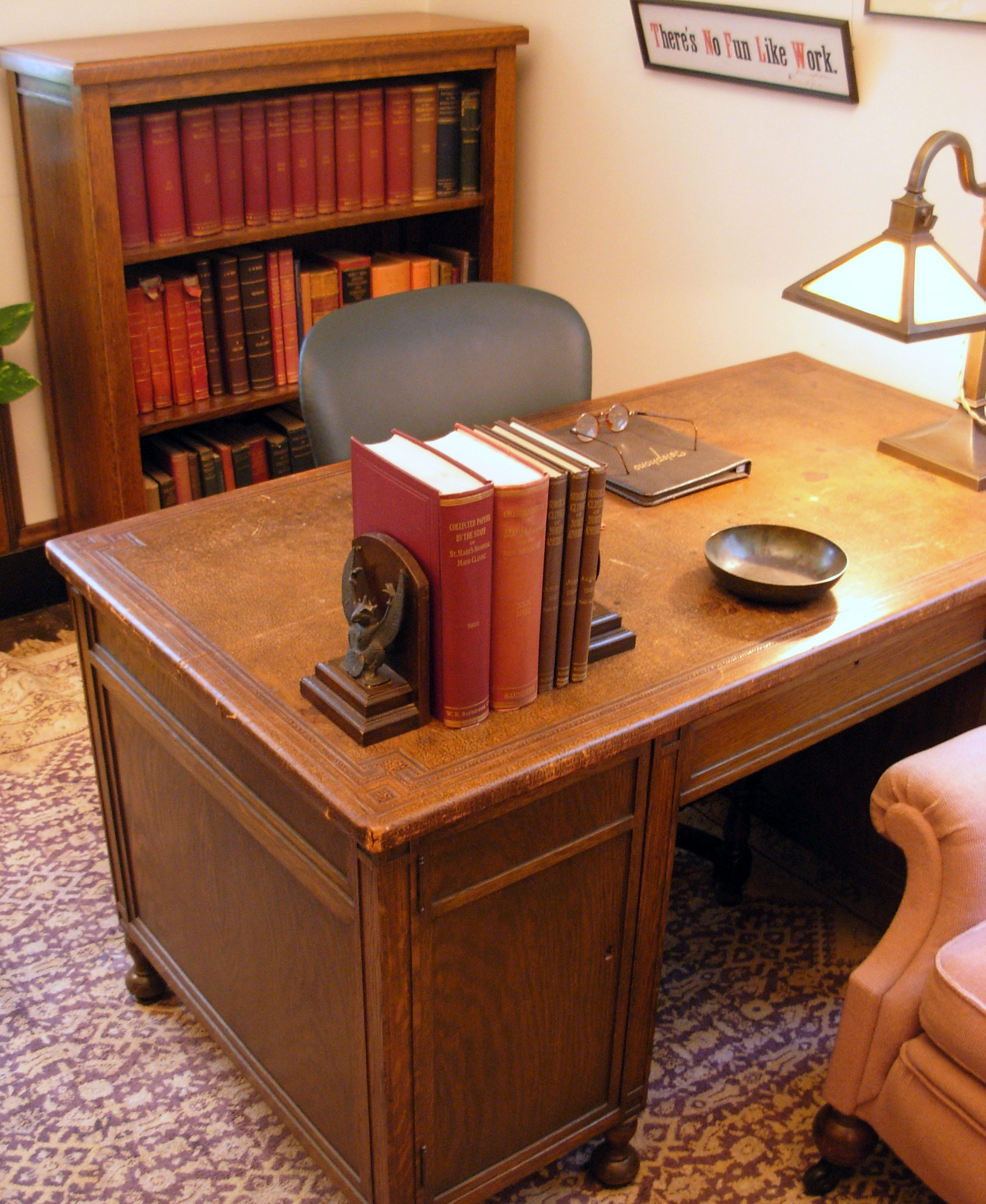
Ultimo ufficio di Charles Mayo.

### Gli studi in medicina
Charles frequentò il Chicago Medical College consigliato dal padre, il quale desiderava che i due figli acquisissero punti di vista diversi frequentando università differenti. Il Chicago Medical College era affiliato alla Northwestern University, ma totalmente indipendente dal punto di vista amministrativo e collegato a diverse cliniche gestite da chirurghi come Christian Fenger, Nicholas Senn, Edmund Andrews. Qui Charles conobbe Harry C Whiting, con cui condivise la stanza per i successivi due anni. I due decisero di non discutere di politica, poiché Charlie era democratico e Harry repubblicano, né di religione. Fecero presto la conoscenza di Edward C Morton e James Morgan. I quattro giovani furono amici inseparabili durante gli anni del college. Charlie non fu uno studente particolarmente brillante, sebbene molto dotato, osservava gli interventi con grande attenzione per poi discuterne con gli amici. Quasi tutti i chirurghi da lui incontrati durante questi anni appoggiavano Lister, per cui Charlie ebbe modo di conoscere e approfondire le novità da lui introdotte ed i vantaggi. Si laureò in medicina il 27 marzo 1888.

### Il ritorno a Rochester
Tornato a Rochester dopo la laurea, Charlie iniziò ad assistere il padre ed il fratello nel loro lavoro, ma presto loro si resero conto che il giovane dottore aveva sviluppato eccellenti capacità chirurgiche, che presto avrebbero raggiunto quelle del dr. Mayo e di Will. Si interessò della chirurgia degli occhi, ma sfortunatamente poco dopo aver iniziato le sue attività professionali, contrasse la pertosse, che lo costrinse ad un periodo di inattività. Il dr. Charles Mayo utilizzò questo tempo per recarsi in Europa partendo nel gennaio 1889. Joseph Lister era in quegli stessi anni a Londra, ma Charlie non riuscì ad incontrarlo. Conobbe Louis Pasteur a Parigi. Negli ospedali del continente Charlie fece esperienza della pratica antisettica. Migliorato nella salute, il giovane tornò a casa e mise in pratica ciò che aveva appreso.

### La carriera
Con la fondazione del Sait Marys Hospital, Charles sviluppò molto le sue abilità chirurgiche e si specializzò nella chirurgia degli occhi e del cervello. Fece numerosissimi viaggi, molti dei quali all'estero, che gli permisero di essere continuamente aggiornato in ambito chirurgico e medico. Assieme al fratello fece visita ad altri medici con lo scopo di sviluppare maggiormente la sua tecnica e migliorarla. Prese parte alla prima guerra mondiale al termine della quale fu nominato generale e come il fratello ottenne una medaglia per i suoi servigi al paese. Morì di polmonite nel 1939 a Chicago.